# Nathy Peluso
Natalia Peluso, detta Nathy (Luján, 12 gennaio 1995), è una cantautrice e rapper argentina con cittadinanza spagnola e italiana.

## Biografia
Nathy Peluso è nata il 12 gennaio 1995 nella città di Luján, in provincia di Buenos Aires, ed è cresciuta nel quartiere di Saavedra. Nata in una famiglia di origini italiane, è figlia di uno psicologo e una professoressa di lingua inglese. Primogenita, ha una sorella minore, Sofía, una rapper nata nel 2000 conosciuta localmente col nome d'arte di Sofía Gabanna.
Nel 2004 è emigrata con la sua famiglia in Spagna. Inizialmente risiedeva ad Alicante e successivamente si è trasferita a Murcia, da dove iniziò gli studi di comunicazione audiovisiva, che al secondo anno decise di abbandonare. Durante gli studi di teatro iniziò a realizzare delle basi elettroniche insieme ad alcuni amici, registrando e pubblicando anche dei video musicali. Più tardi, si trasferì a Madrid per studiare teatro fisico presso l'Universidad Rey Juan Carlos, per poi specializzarsi in pedagogia delle arti visive e danza. Durante gli studi, ha lavorato nel settore degli ospedali e come cameriera.
Terminati gli studi si trasferì a Barcellona, dove risiede attualmente.

## Carriera

### 2017-2019: esordi

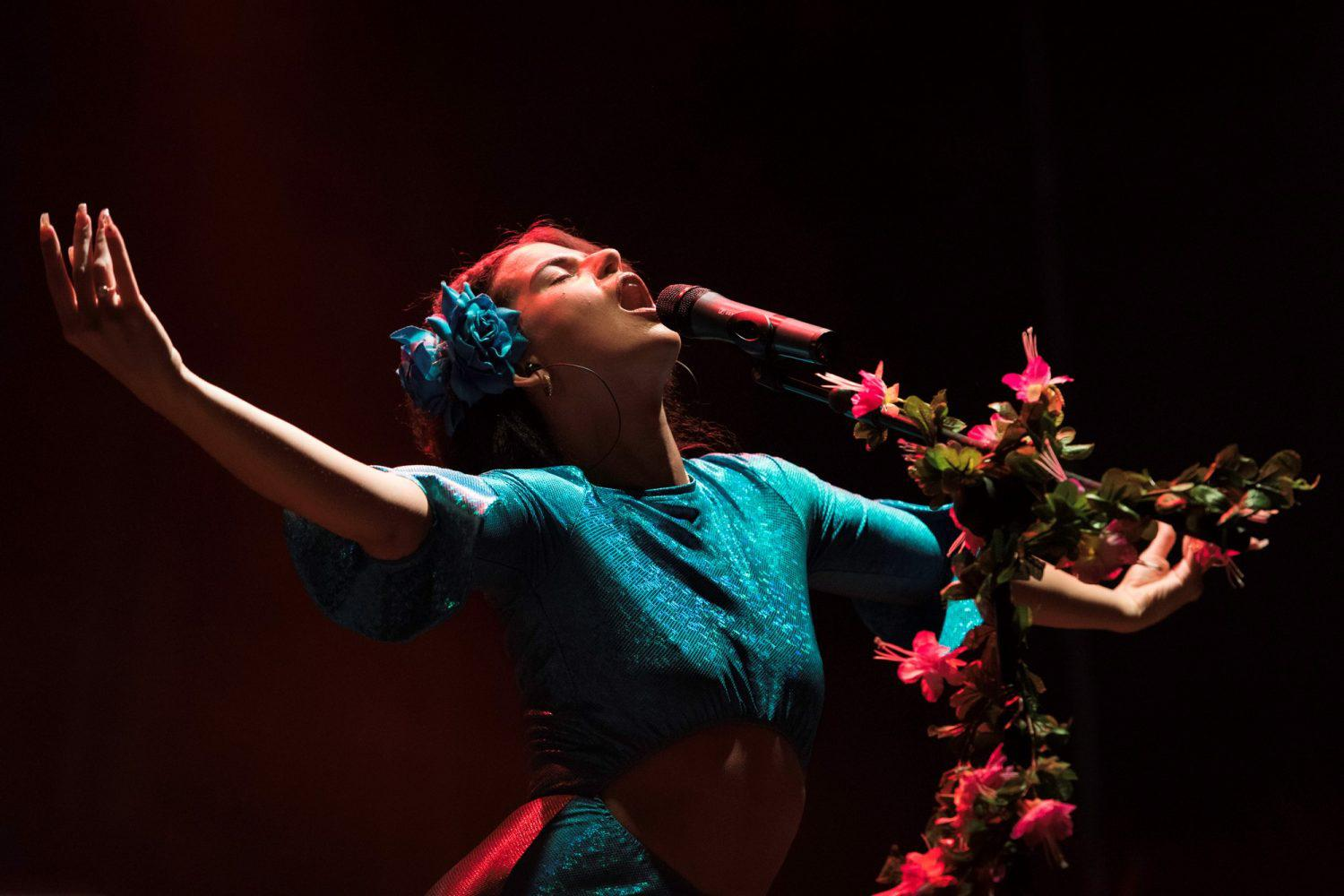
Nathy Peluso nel 2018

Nell'ottobre del 2017, Nathy ha rilasciato indipendentemente un mixtape formato da sette tracce intitolato Esmeralda. Il progetto ha suscitato l'interesse di molti critici musicali e riviste musicali come Mondosonoro e Rockdelux. Nell'aprile 2018, ha messo in commercio un EP, La sandungera, con Everlasting Records, che ha generato i singoli La sandunguera e Estoy triste. Successivamente ha intrapreso un tour con la sua band Big Menu che ha avuto oltre un centinaio di concerti, inclusi quelli al BBK Live, Sónar e al Festival Internacional de Benicàssim. La band per esibirsi ha girato la Spagna e alcune parti dell'Europa e dell'America Latina. È stata nominata agli Independent Music Awards (MIN) per la canzone dell'anno e per il miglior video musicale per La sandunguera. Ha anche ricevuto il premio Discovery Artist alla cerimonia Latin Alternative Music Conference di New York. Nel 2019 ha pubblicato il suo primo libro, intitolato Deja que te combata, una raccolta dei suoi pensieri, riflessioni, storie e progetti passati e futuri. Durante quell'anno ha continuato a promuovere la sua musica con nuove uscite come Natikillah e apparizioni in importanti festival come il Primavera Sound. Ha anche collaborato con Samsung per far parte della loro campagna Somos Smart Girl insieme a Blanca Suárez, Sandra Barneda e Carolina Marín.

### 2020-2022:Calambre, tour e successo internazionale
Nel dicembre 2019, Nathy Peluso ha firmato un contratto discografico con l'etichetta Sony Music. La sua prima pubblicazione come artista dell'etichetta è stato il singolo Copa glasé. Nel 2020 ha raggiunto l'attenzione del grande pubblico dopo che Anaju, concorrente del talent show spagnolo Operación triunfo, ha eseguito un'interpretazione del brano La sandunguera in prima serata. Successivamente, Peluso è stata invitata allo show in occasione della Festa della donna per promuovere il suo nuovo singolo Business Woman, definito come un inno femminista. Durante l'apice della pandemia di COVID-19, la cantante ha pubblicato una collaborazione musicale con l'artista urbano Rels B dal titolo No se perdona, che ha avuto successo commerciale in Messico. Poco più tardi ha pubblicato il singolo Buenos Aires. La canzone ha ottenuto una nomination ai Latin Grammy per la miglior canzone alternativa. Oltre al Grammy latino, ha anche ricevuto un Premio Gardel e una seconda nomination ai Latin Grammy come miglior artista esordiente. Poco più tardi ha posato per la copertina del quotidiano The Guardian, che l'ha definita come un prospetto musicale promettente.
Nel settembre 2020 ha annunciato che avrebbe pubblicato il suo album in studio di debutto, intitolato Calambre, accompagnando l'annuncio con la pubblicazione del singolo estratto Sana sana. Poco prima di mettere in commercio il suo album, ovvero il 2 ottobre, la sua interpretazione di Sana sana attraverso la piattaforma musicale tedesca Colors «che presenta talenti eccezionali provenienti da tutto il mondo» è diventata virale su Twitter, raggiungendo oltre dodici milioni di visualizzazioni. Calambre, che ha raggiunto il quinto posto della classifica spagnola, è stato premiato con il Latin Grammy Award come miglior album di musica alternativa nel 2021 ed è stato candidato ai Grammy Awards l'anno seguente come miglior album rock latino o alternativo.

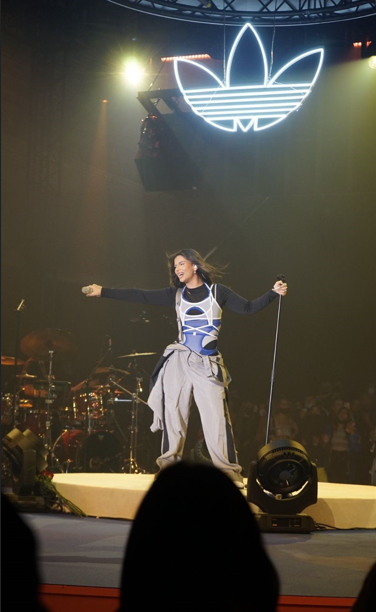
Nathy Peluso nel 2021

A novembre 2020 ha collaborato con il produttore argentino Bizarrap in Bzrp Music Sessions Vol. 36, singolo diventato virale per i suoi testi e la sua strumentazione, raggiungendo la top 5 della Billboard Argentina Hot 100, dove ha conseguito la certificazione d'oro con oltre 50 000 unità totalizzate. Il brano è stato anche premiato con il disco di platino in Spagna. Il brano che ottiene maggiore successo da Calambre è Delito, estratto come singolo nel gennaio 2021.
Nel 2021 intraprende il Calambre Tour con date a partire dalla Spagna, successivamente esteso al resto del continente europeo, agli Stati Uniti e all'America Latina. Sempre nel 2021, affianca sia C. Tangana al singolo Ateo, che riscuote un notevole successo in Spagna dove raggiunge la prima posizione della classifica dei singoli, che Christina Aguilera nel suo ritorno alla musica in lingua spagnola di con il brano Pa' mis muchachas. Oltre a queste collaborazioni, Peluso pubblica gli inediti Mafiosa ed Estás buenísimo, la reinterpretazione del classico di Camilo Sesto Vivir así es morir de amor e la colonna sonora del videogioco Horizon Forbidden West Emergencia. Il Calambre Tour si è concluso a fine 2022 con i primi concerti tenuti dalla cantante nelle arene di Buenos Aires, Santiago del Cile e Madrid (quest'ultima esibizione è stata ribattezzata come Él ultimo calambre per suggellare la fine della promozione del disco).

### 2023-presente:Grasa
A quattro mesi di distanza dalla fine del tour di Calambre, e a cinque mesi dall'ultima pubblicazione musicale, Peluso torna sulle scene musicali nell'aprile 2023 con il singolo Tonta, definito come il suo pezzo più personale in cui rivendica il tema dell'amor proprio. L'anno prosegue con la pubblicazione di altri due singoli, Salvaje e Ella tiene con Tiago PZK, e con la vittoria del secondo Latin Grammy Award al miglior videoclip musicale grazie a Estás buenísismo. Infine, è presente nella lista degli artisti ospiti dell'album della cantante argentina Emilia Mernes .MP3, con cui collabora alla traccia Jet Set.
Al 24 maggio 2024 è fissata la pubblicazione del secondo album di inediti Grasa, preceduto di una settimana dal singolo apri-pista Aprender a amar. Il disco è stato promosso attraverso una tournée mondiale che ha visitato l'America Latina, l'Europa e il Nord America tra ottobre 2024 e tutto il 2025. Nell'ambito della promozione del progetto, la cantante argentina si è esibita con quattro delle tracce di Grasa come parte del formato Tiny Desk ed è stata ospitata al noto talk show spagnolo El
Hormiguero. Grasa è stato accolto positivamente dalla critica specializzata. Inoltre i brani Aprender a amar e El día que perdí mi juventud sono stati premiati con un Latin Grammy Awards ciascuno nel novembre 2024, così come il lungometraggio realizzato per promuovere il disco. Quest'ultimo ha ricevuto una candidatura anche ai Grammy Awards 2025 nella categoria di miglior album rock o alternative latino.

## Stile musicale e influenze
È cresciuta ascoltando grandi artisti della musica nordamericana della metà del XX secolo, come Ella Fitzgerald e Ray Charles, oltre a grandi rappresentanti della musica tradizionale come João Gilberto, Ray Barretto, Serú Giran e Atahualpa Yupanqui. All'età di sedici anni ha iniziato a esibirsi in alberghi e ristoranti di Torrevieja, interpretando soprattutto classici di Frank Sinatra, Etta James e Nina Simone.
Pur essendosi formata musicalmente tra Argentina e Spagna, lo stile musicale espresso dalla Peluso affonda le sue radici nella musica nera, non solo in stili come il blues, il jazz, il funk o il soul, ma anche le espressioni musicali più tradizionali. Studiando teatro con insegnanti e colleghi provenienti da Cuba, Repubblica Dominicana e Colombia, ha acquisito sia il vocabolario che l'accento di quei Paesi nelle sue canzoni.

## Discografia
- 2020 – Calambre
- 2024 – Grasa

## Tournée
- 2018 – La sandungera tour
- 2021/22 – Calambre Tour
- 2024/25 – Grasa Tour

## Premi e riconoscimenti
| Premio                            | Anno | Categoria                               | Ricevente                                 | Risultato       | Nota   |
| --------------------------------- | ---- | --------------------------------------- | ----------------------------------------- | --------------- | ------ |
| Grammy Awards                     | 2022 | Miglior album rock latino o alternativo | Calambre                                  | Candidato/a     | [ 45 ] |
| Grammy Awards                     | 2025 | Miglior album rock latino o alternativo | Grasa                                     | Candidato/a     | [ 46 ] |
| Latin Grammy Awards               | 2020 | Miglior artista esordiente              | Se stessa                                 | Candidato/a     | [ 47 ] |
| Latin Grammy Awards               | 2020 | Miglior canzone alternativa             | Buenos Aires                              | Candidato/a     | [ 47 ] |
| Latin Grammy Awards               | 2021 | Miglior album alternativo               | Calambre                                  | Vincitore/trice | [ 48 ] |
| Latin Grammy Awards               | 2021 | Miglior interpretazione urban fusion    | Nathy Peluso: Bzrp Music Sessions Vol. 36 | Candidato/a     | [ 48 ] |
| Latin Grammy Awards               | 2021 | Miglior canzone rap/hip hop             | Sana sana                                 | Candidato/a     | [ 48 ] |
| Latin Grammy Awards               | 2021 | Miglior canzone alternativa             | Agarrate                                  | Candidato/a     | [ 48 ] |
| Latin Grammy Awards               | 2022 | Registrazione dell'anno                 | Pa' mis muchachas                         | Candidato/a     |        |
| Latin Grammy Awards               | 2022 | Canzone dell'anno                       | Pa' mis muchachas                         | Candidato/a     |        |
| Latin Grammy Awards               | 2022 | Miglior interpretazione urban fusion    | Pa' mis muchachas                         | Candidato/a     |        |
| Latin Grammy Awards               | 2023 | Miglior cortometraggio musicale         | Estás buenísimo                           | Vincitore/trice | [ 49 ] |
| Latin Grammy Awards               | 2024 | Miglior canzone alternativa             | Aprender a amar                           | Vincitore/trice | [ 50 ] |
| Latin Grammy Awards               | 2024 | Miglior canzone rap/hip-hop             | El día que perdí mi juventud              | Vincitore/trice | [ 50 ] |
| Latin Grammy Awards               | 2024 | Miglior lungometraggio musicale         | Grasa (Album Long Form)                   | Vincitore/trice | [ 50 ] |
| LOS40 Music Awards                | 2021 | Miglior nuovo artista latino            | Se stessa                                 | Candidato/a     | [ 51 ] |
| LOS40 Music Awards                | 2022 | Miglior artista latino dal vivo         | Se stessa                                 | Candidato/a     | [ 52 ] |
| LOS40 Music Awards                | 2022 | Miglior video                           | Ateo                                      | Candidato/a     | [ 52 ] |
| LOS40 Music Awards                | 2022 | Miglior collaborazione                  | Ateo                                      | Candidato/a     | [ 52 ] |
| LOS40 Music Awards                | 2023 | Miglior canzone latina                  | Tonta                                     | Candidato/a     | [ 53 ] |
| LOS40 Music Awards                | 2023 | Miglior collaborazione latina           | Ella tiene                                | Candidato/a     | [ 53 ] |
| MTV Millennial Awards             | 2021 | Bichota dell'anno                       | Se stessa                                 | Candidato/a     | [ 54 ] |
| MTV Millennial Awards             | 2021 | Inno virale                             | Nathy Peluso: Bzrp Music Sessions Vol. 36 | Candidato/a     | [ 54 ] |
| MTV Millennial Awards             | 2022 | Video dell'anno                         | Ateo                                      | Candidato/a     | [ 55 ] |
| Premios a la Música Independiente | 2019 | Canzone dell'anno                       | La sandunguera                            | Candidato/a     |        |
| Premios a la Música Independiente | 2019 | Miglior video musicale                  | La sandunguera                            | Candidato/a     |        |
| Premios Gardel                    | 2020 | Miglior artista esordiente              | Copa glasé                                | Candidato/a     | [ 56 ] |
| Premios Gardel                    | 2021 | Album dell'anno                         | Calambre                                  | Candidato/a     | [ 57 ] |
| Premios Gardel                    | 2021 | Miglior album pop alternativo           | Calambre                                  | Vincitore/trice | [ 57 ] |
| Premios Gardel                    | 2021 | Miglior artista esordiente              | Calambre                                  | Vincitore/trice | [ 57 ] |
| Premios Gardel                    | 2021 | Canzone dell'anno                       | Nathy Peluso: Bzrp Music Sessions Vol. 36 | Candidato/a     | [ 57 ] |
| Premios Gardel                    | 2021 | Miglior canzone urban/trap              | Nathy Peluso: Bzrp Music Sessions Vol. 36 | Vincitore/trice | [ 57 ] |
| Premios Gardel                    | 2021 | Miglior video musicale                  | Nathy Peluso: Bzrp Music Sessions Vol. 36 | Candidato/a     | [ 57 ] |
| Premios Gardel                    | 2021 | Registrazione dell'anno                 | Buenos Aires                              | Vincitore/trice | [ 57 ] |
| Premios Gardel                    | 2022 | Registrazione dell'anno                 | Mafiosa                                   | Vincitore/trice | [ 58 ] |
| Premios Gardel                    | 2022 | Canzone dell'anno                       | Mafiosa                                   | Candidato/a     | [ 58 ] |
| Premios Gardel                    | 2022 | Miglior canzone pop                     | Mafiosa                                   | Candidato/a     | [ 58 ] |
| Premios Gardel                    | 2023 | Registrazione dell'anno                 | Argentina                                 | Vincitore/trice | [ 59 ] |
| Premios Gardel                    | 2023 | Canzone dell'anno                       | Argentina                                 | Candidato/a     | [ 59 ] |
| Premios Gardel                    | 2023 | Miglior canzone urban                   | Argentina                                 | Candidato/a     | [ 59 ] |
| Premios Gardel                    | 2025 | Miglior collaborazione urban            | Todo roto                                 | Vincitore/trice | [ 60 ] |
| Premios Gardel                    | 2025 | Miglior album pop alternativo           | Grasa                                     | Candidato/a     | [ 60 ] |
| Premios Gardel                    | 2025 | Miglior canzone pop urban               | Aprender a amar                           | Candidato/a     | [ 60 ] |
| Premio Lo Nuestro                 | 2021 | Miglior artista esordiente femminile    | Se stessa                                 | Candidato/a     | [ 61 ] |
| Premios Odeón                     | 2021 | Miglior artista esordiente urban        | Se stessa                                 | Candidato/a     | [ 62 ] |
| Premios Odeón                     | 2021 | Miglior album urban                     | Calambre                                  | Candidato/a     | [ 62 ] |
| Premios Odeón                     | 2022 | Miglior artista esordiente urban        | Se stessa                                 | Vincitore/trice | [ 63 ] |
| Premios Odeón                     | 2022 | Miglior canzone urban                   | Ateo                                      | Candidato/a     | [ 63 ] |